# 메소사이클론

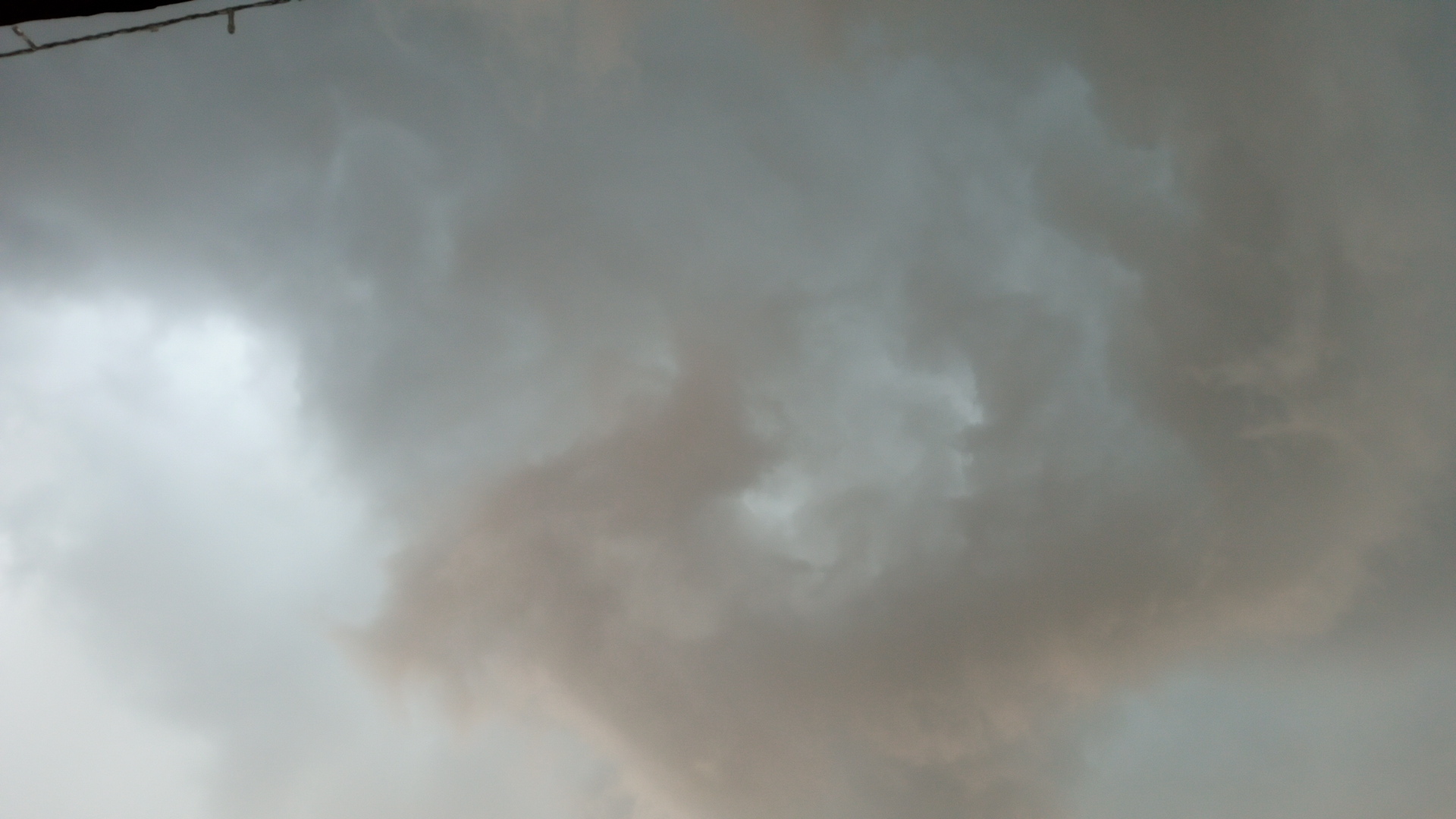
2024년 12월 29일 오후 브라질 피라시카바 시 남부 지역 상공에 형성된 메소사이클론, 우박을 동반한 폭우가 내리기 몇 분 전의 모습이다.

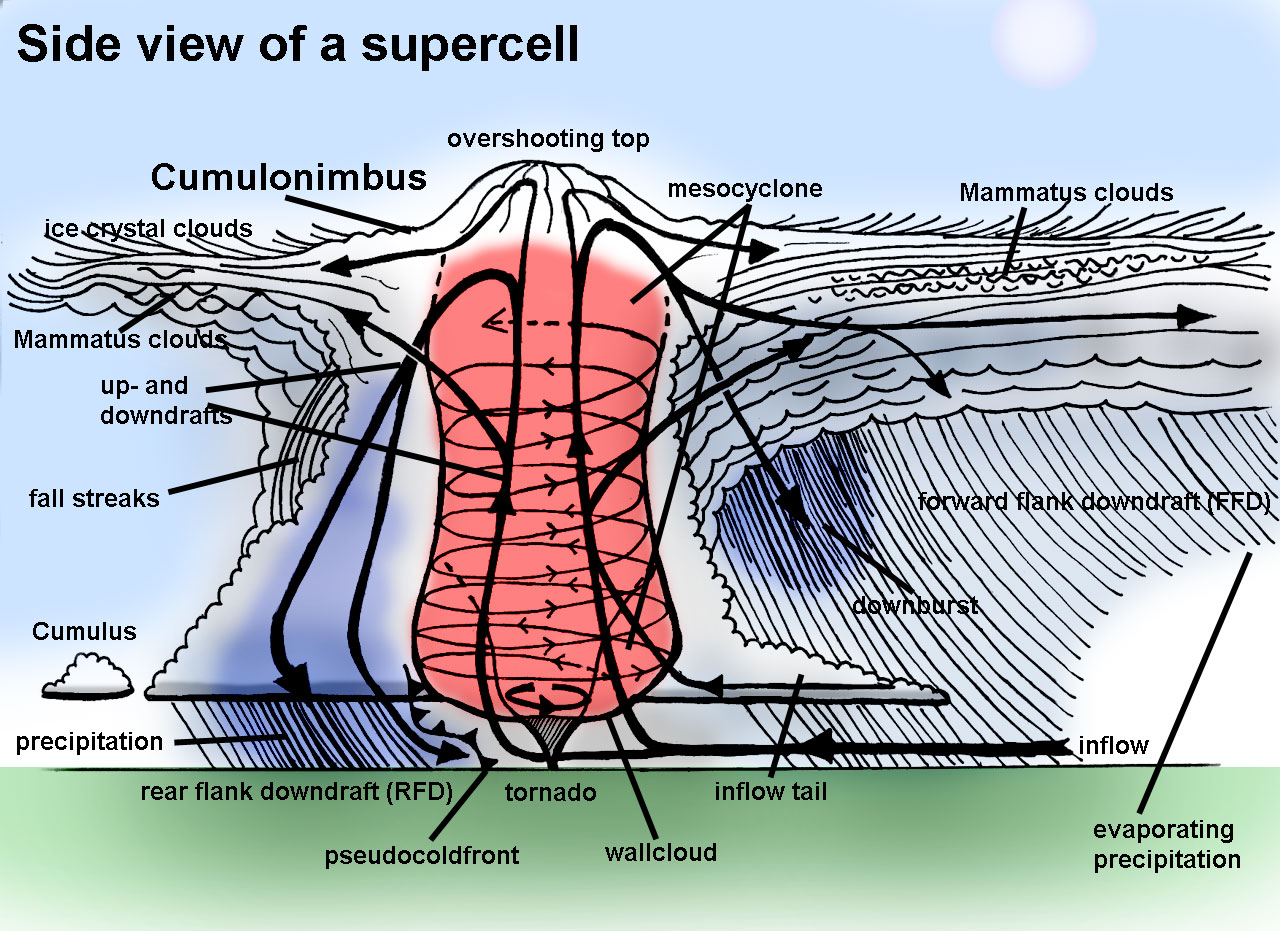
슈퍼셀 다이어그램에 붉은색으로 메소사이클론 회전이 표시되어 있다.

메소사이클론(mesocyclone)은 일반적으로 직경이 2 to 6 mi (3.2 to 9.7 km) 정도인 메소-감마 중규모 (또는 폭풍 규모)의 회전 (소용돌이) 영역으로, 뇌우 내에서 레이더에 가장 자주 감지된다. 북반구에서는 보통 슈퍼셀의 오른쪽 뒤편 (이동 방향에 대한 뒷 가장자리)에 위치하며, 또는 고강수형 슈퍼셀의 동쪽, 즉 선행 측면에 위치하는 경우가 많다. 메소사이클론의 순환이 덮는 영역은 몇 마일(km) 너비일 수 있지만, 그 안에서 발생할 수 있는 토네이도보다는 훨씬 크며, 강력한 토네이도는 메소사이클론 내에서 형성된다.

## 설명
메소사이클론은 수직 축을 중심으로 순환하는 상승 및 수렴하는 공기의 중규모 소용돌이이다. 이는 대부분 국지적인 저기압 영역과 관련되어 있다. 이들의 회전은 (대부분) 해당 반구의 저기압 시스템과 같은 방향이다: 북반구에서는 반시계 방향, 남반구에서는 시계 방향이며, 간헐적으로 예외가 되는 경우는 가장 작은 규모의 메소사이클론뿐이다. 반대 방향으로 회전하는 메소반대사이클론은 슈퍼셀 내의 메소사이클론과 함께 발생할 수 있지만, 이는 메소사이클론보다 약하고 종종 더 일시적인 경향이 있으며, 메소사이클론은 수십 분 또는 몇 시간 동안 지속될 수 있고 슈퍼셀 내에서 순환적으로 연속해서 형성될 수도 있다. 메소반대사이클론은 특정 수직 급변풍 체제에서 모 슈퍼셀에서 분리된 왼쪽으로 이동하는 슈퍼셀에서 비교적 흔하다.
메소사이클론은 일반적으로 직접 관찰하기 어려운 현상이다. 곡선형 유입띠와 같은 시각적인 회전 증거는 메소사이클론의 존재를 시사할 수 있지만, 순환하는 공기 기둥은 지상에서 볼 때 너무 커서 인식하기 어렵거나, 주변의 잔잔한 공기와 충분히 구별되는 구름을 동반하지 않아 순환하는 공기 흐름이 명확하지 않을 수 있다.
메소사이클론은 도플러 기상 레이더 관측을 통해 크기, 수직 깊이 및 지속 시간에 대한 특정 기준을 충족하는 회전 신호로 식별된다. 미국 NEXRAD 레이더 디스플레이에서는 메소사이클론 감지 알고리즘(MDA)과 같은 알고리즘적으로 식별된 메소사이클론이 일반적으로 도플러 속도 디스플레이에 노란색 실선 원으로 강조 표시되며, 다른 기상 서비스에서는 다른 관행을 가질 수 있다.

## 뇌우 내에서
메소사이클론은 종종 슈퍼셀 내의 상승기류와 함께 발생하며, 그 안에서 하향돌풍과의 교차점 근처에서 토네이도가 형성될 수 있기 때문에, 심한 뇌우 내에 있을 때 가장 우려된다.
메소사이클론은 강력한 뇌우 내에서 직경이 약 2 km (1.2 mi)에서 10 km (6.2 mi)에 이르는 국지적인 현상이다. 지속적인 메소사이클론을 포함하는 뇌우는 슈퍼셀 뇌우이다 (그러나 일부 슈퍼셀과 토네이도성 폭풍은 번개나 천둥을 동반하지 않아 기술적으로는 뇌우가 아니다). 도플러 기상 레이더는 메소사이클론을 식별하는 데 사용된다. 메소볼텍스는 스콜 라인과 관련된 유사하지만 일반적으로 더 작고 약한 회전 특징이다.

## 형성
메소사이클론 발생의 주요 요인 중 하나는 높이에 따른 풍속과 풍향의 강한 변화, 즉 수평 및 수직 급변풍의 존재이다. 이러한 급변풍은 고전적으로 강력한 기압골의 존재와 일치하며, 이는 온대 저기압, 즉 저기압 발달의 한 유형인 한랭 및 온난 공기 간의 상호 작용을 통해 형성되는 경압성과 관련된 사이클론으로 이어질 수 있다. 한랭 공기와 온난 공기 간의 압력 및 온도 경사는 높이와 거리에 따른 이러한 바람의 변화를 유발한다. 결과적으로 전단된 풍장은 수평 소용돌이도, 즉 흐르는 유체(여기서는 공기)가 회전하려는 국지적 경향을 가지며, 이는 속도 경사가 존재하는 모든 흐름에 근본적인 속성이다.
관련된 소용돌이도는 종종 수평으로 구르는 소용돌이로 잘못 묘사되며, 이는 상승하는 상승기류에 의해 수직으로 직접 기울어진다. 그러나 대부분의 경우 환경은 수평적으로 균일하며 수평 회전 소용돌이는 존재하지 않는다. 수평 소용돌이도는 대신 높이에 따라 변하는 바람에 의해 회전하는 가상의 패들 휠로 생각할 수 있다. 이 바람은 휠의 상단과 하단을 수평 방향으로 다른 속도로 움직여 축을 따라 비틀리게 한다. 이러한 국지적인 회전 또는 비틀림 경향이 바로 상승기류가 재정렬하는 것이며, 문자 그대로 회전하는 공기 튜브나 소용돌이가 아니다. 이러한 환경에서 상승기류가 형성될 때, 상승하는 공기 덩어리는 높이에 따라 더 빠른 전단된 공기와 마주치게 되며, 이는 상승기류 가장자리에서 유입되고 난류적으로 혼합되어 수평 운동량을 교환한다. 가장자리에서 상승하는 공기는 안쪽으로 움직이는 것보다 옆으로 더 빨리 가속되어, 안쪽의 느린 공기도 수평으로 더 빨리 움직이게 만든다. 공기 덩어리는 그 과정이 반복되면서 상승기류의 저기압 중심을 향해 움직이고 초과 이동하면서 나선형으로 휘어지기 시작한다. 공기 덩어리가 휘어지면서 급변풍의 비틀림 운동으로 인해 축을 중심으로 회전하기도 한다. 바람의 이러한 휘어짐, 나선형 또는 회전 운동은 공기가 반드시 소용돌이로 회전하지 않아도 존재할 수 있다.
이 시점에서 상승기류는 전단된 흐름의 운동량을 차등적으로 이류시켰다고 말한다. 즉, 수평 방향으로 흐르는 공기 간의 차이가 수직 방향으로 전달되어 곡률 소용돌이도 또는 상승하는 공기에서 보이는 명백한 곡선 및 나선형을 초래한다 (수평 소용돌이도가 상승기류 유입과 동일 방향일 때만). 그러나 소용돌이의 한 부분만 발생한다. 유선은 닫혀 있지 않고, 모든 공기 덩어리가 동일하게 상승하거나 동일한 속도와 방향으로 나선형을 그리는 것이 아니므로 진정한 균일한 회전은 아직 존재하지 않는다. 조직화된 회전(밀폐된 소용돌이)이 존재하려면 결과적인 곡률 소용돌이도가 수직 전단 소용돌이도로 부분적으로 변환되어야 한다.
상승기류의 압력장은 주로 이 과정을 돕는데, 상승하고 나선형으로 움직이는 공기가 저기압 중심으로 이동함에 따라, 상승기류의 압력 경사를 가로질러 흐르는 인접한 공기 덩어리가 서로 다른 속도로 회전하기 시작하도록 곡률 소용돌이도를 재구성하는 역할을 한다. 이는 추가적인 상승 공기 운동을 강화하는 수직 전단 소용돌이도를 생성한다. 이제 오래된 공기는 상승기류를 더 쉽게 탈출하고 저기압 중심은 강화된 후 수축하여 압력 경사를 강화하고 수렴하는 공기가 더욱 높고 빠르게 상승하게 만든다. 그 결과 상승기류는 공기를 더 효율적으로 빨아들이면서 위로 "늘어지게" 되며, 각운동량 보존의 법칙으로 인해 회전이 더욱 조직화된다. 이제 상승기류는 공기를 더 강하게 빨아들이므로 주변 환경에서 더 많은 질량과 운동량을 빨아들이고, 이는 상승기류에서 보존된다. 자연에서 이 과정은 급변풍의 운동량 이류와 동시에 발생한다.
공기 덩어리가 저기압 중심으로 계속 수렴함에 따라 중심에 가까운 덩어리는 더 빠르게 회전하므로 원심력에 의해 바깥쪽으로 끌려 나가고, 바깥쪽의 느리게 움직이는 덩어리는 안쪽으로 이동한다. 안쪽의 더 빠르게 회전하는 공기는 느리게 움직이는 공기에 압력력을 가하여 느린 공기가 속도를 높이도록 한다. 이는 대부분의 공기 덩어리가 균일한 회전 속도에 도달할 때까지 계속된다. 곡률 소용돌이도와 수직 전단 소용돌이도는 이제 균형을 이루며, 그 결과 상승기류 내에서 단일하고 응집력 있는 소용돌이가 나타난다. 메소사이클론이 형성되고(북반구에서는 반시계 방향, 남반구에서는 시계 방향으로 회전) 초기 슈퍼셀 폭풍이 완전히 성숙한다.
저층 메소사이클론이 수평 소용돌이도를 계속 흡수함에 따라, 따뜻한 공기 덩어리와 차가운 공기 덩어리 간의 상호 작용으로 인해 상승기류와 하향 돌풍 – 차갑고 습한 전방 측면 하향 돌풍 (FFD)과 종종 더 따뜻하고 부력이 있는 후방 측면 하향 돌풍 (RFD) – 이 만나는 경계선을 따라 소용돌이 최대값 또는 소용돌이 영역(약간의 회전 또는 일시적인 소용돌이 영역)이 형성될 수 있다. RFD의 급증은 종종 이러한 소용돌이 영역의 통합과 일치하며, 결과적으로 토네이도 형성으로 이어질 수 있다. 이는 RFD와의 상호 작용으로 상승기류가 강화됨에 따라 지표면 근처에 벽구름 또는 기타 낮은 구름 구조가 형성되는 것으로 시각적으로 나타난다.
아래 갤러리는 메소사이클론의 세 가지 발달 단계와 2007년 5월 4일 캔자스주 그린스버그 상공에서 메소사이클론을 생성하는 토네이도의 폭풍 상대 운동을 레이더로 본 모습을 보여준다. 이 폭풍은 이미지 당시 EF5 토네이도를 생성하는 중이었다.

바람의 급변풍(빨간색)이 공기(녹색)를 회전시킨다.
상승기류(파란색)가 회전하는 공기를 똑바로 세운다.
상승기류가 회전하기 시작한다.
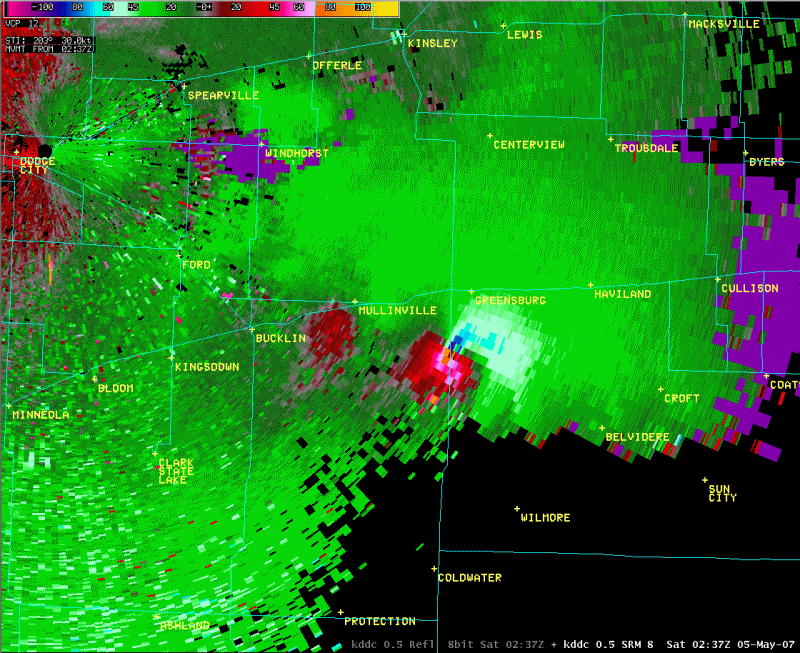
메소사이클론의 레이더 화면. 이 이미지 당시 EF5 토네이도가 지상에 있었다.

## 식별
메소사이클론을 감지하는 가장 신뢰할 수 있는 방법은 도플러 기상 레이더를 이용하는 것이다. 속도 데이터 내에서 인접한 반대 부호의 높은 값으로 감지된다. 메소사이클론은 대부분 슈퍼셀 뇌우의 오른쪽 후방 측면에 위치하며 스콜 라인 내에 내장되어 있다 (반면 메소볼텍스는 대부분 스콜 라인의 전방 측면에 형성됨). 기상 레이더 지도에서는 훅 에코 회전 특징으로 구별될 수 있다. 회전하는 벽구름이나 토네이도와 같은 시각적인 단서도 메소사이클론의 존재를 암시할 수 있다. 이 때문에 이 용어는 심한 폭풍의 회전 특징과 관련하여 더 널리 사용되게 되었다.

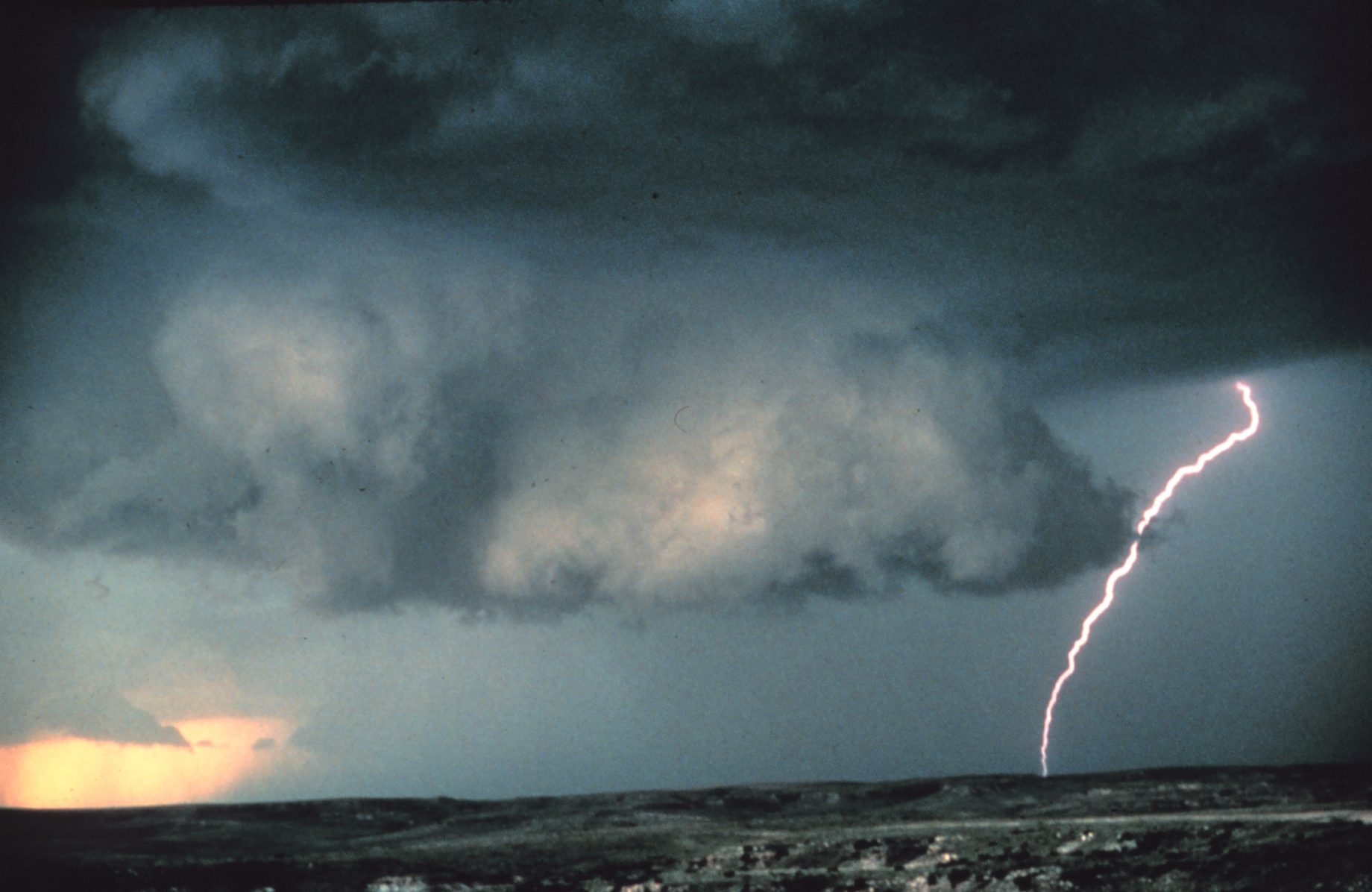
메소사이클론은 텍사스 상공의 이 뇌우에서와 같은 회전하는 벽구름으로 때때로 육안으로 식별될 수 있다.
1999년 7월 3일 미시간 북부의 토네이도 셀에 대한 메소사이클론 감지 알고리즘 출력.

## 토네이도 형성

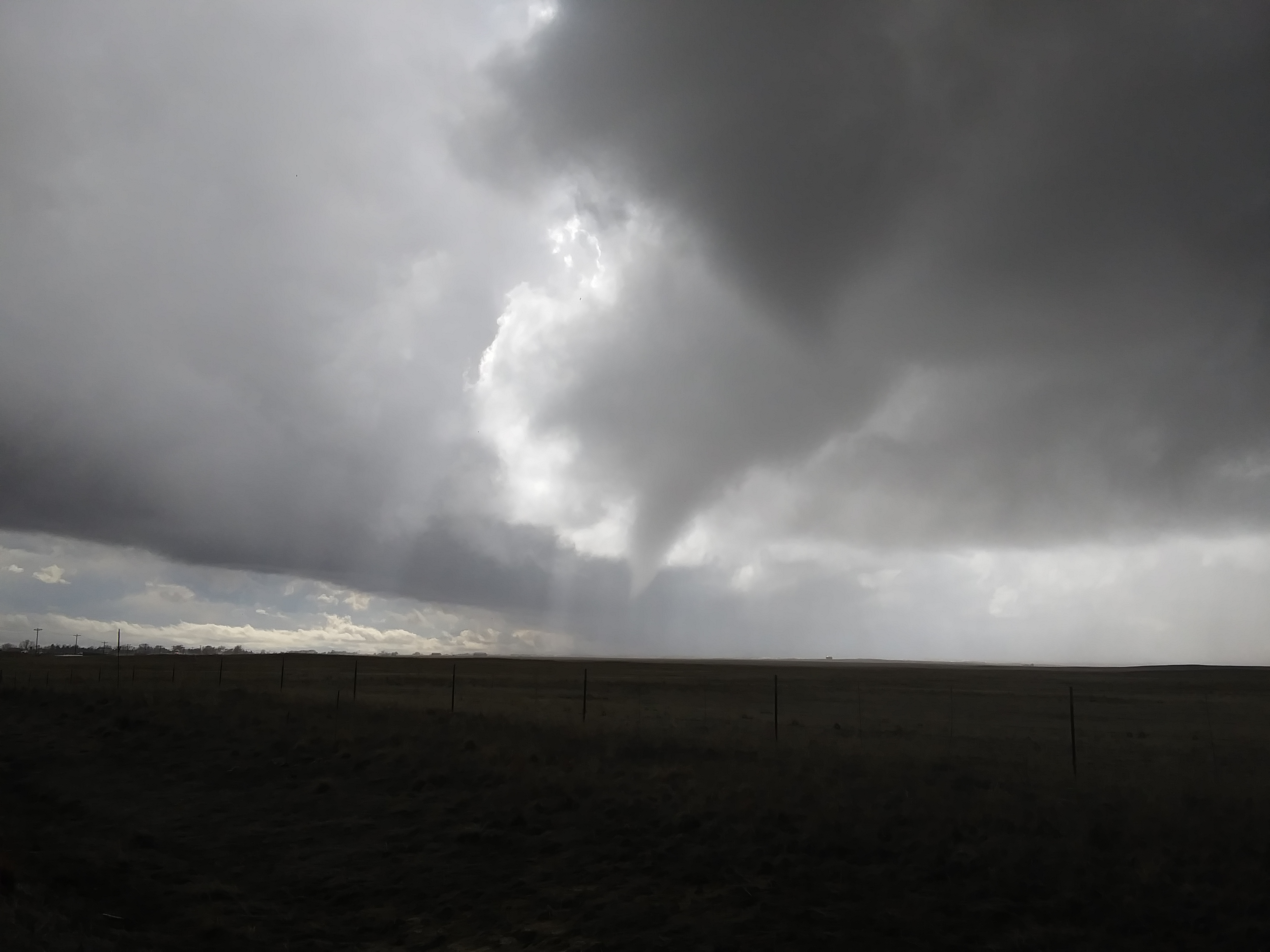
콜로라도주 팰콘 근처 메소사이클론 내 벽구름 아래에서 발달하는 토네이도.

토네이도 형성은 완전히 이해되지 않았지만, 종종 두 가지 방법 중 하나로 발생한다.
첫 번째 방법에서는 두 가지 조건이 충족되어야 한다. 첫째, 지구 표면에 수평 회전 효과가 형성되어야 한다. 이는 일반적으로 급변풍이라고 알려진 바람 방향이나 속도의 갑작스러운 변화에서 시작된다. 둘째, 적란운 또는 때로는 적운이 존재해야 한다.
뇌우 동안, 상승기류는 때때로 수평으로 회전하는 공기 줄을 위로 들어 올려 수직 공기 기둥으로 바꿀 만큼 강력하다. 이 수직 공기 기둥은 토네이도의 기본 구조가 된다. 이런 식으로 형성되는 토네이도는 종종 약하고 일반적으로 10분 미만으로 지속된다.
두 번째 방법은 슈퍼셀 뇌우의 폭풍 내 상승기류에서 발생한다. 바람이 강화되면 방출되는 힘으로 인해 상승기류가 회전할 수 있다. 이 회전하는 상승기류를 메소사이클론이라고 한다.
이러한 방식으로 토네이도가 형성되려면 후방 측면 하향 돌풍이 메소사이클론의 뒤쪽에서 중심부로 진입해야 한다. 차가운 공기는 따뜻한 공기보다 밀도가 높기 때문에 상승기류를 뚫고 들어갈 수 있다. 상승기류와 하향 돌풍의 결합은 토네이도의 발달을 완료시킨다. 이러한 방식으로 형성되는 토네이도는 종종 강력하며 한 시간 이상 지속될 수 있다.

## 메소규모 대류 소용돌이
메소규모 와도 중심 또는 네디 에디(Neddy eddy)라고도 알려진 메소규모 대류 소용돌이(MCV)는 메소규모 대류 시스템(MCS) 내의 메소사이클론으로, 대류권 중층에서 바람을 원형 패턴, 즉 소용돌이로 끌어당기며, 일반적으로 상공의 반대 사이클론성 유출과 관련이 있으며, 상층 공기와 하층 공기 사이에 항공학적으로 문제가 되는 급변풍 영역이 있다. 너비가 30 to 60 마일 (48 to 97 km)에 불과하고 깊이가 1 to 3 마일 (1.6 to 4.8 km)인 MCV는 표준 일기도에서는 종종 간과된다. MCV는 모 메소규모 대류 시스템이 소멸된 후에도 최대 이틀 동안 지속될 수 있다.
고아 MCV는 다음 뇌우 발생의 씨앗이 될 수 있다. 멕시코만과 같은 열대 해역으로 이동하는 MCV는 열대 저기압의 핵 역할을 할 수 있다. 2019년 북대서양 허리케인의 허리케인 배리가 그 예시이다. MCV는 매우 큰 바람 폭풍을 일으킬 수 있으며, 때로는 풍속이 시속 100 마일 매 시 (160 km/h)를 초과할 수도 있다. 2009년 5월 남부 중서부 데레초는 2009년 5월 8일 캔자스 남동부, 미주리 남부, 일리노이 남서부를 강타한 극심한 진행성 데레초 및 메소규모 대류 소용돌이 현상이었다.